# ياب ماير
ياب ماير (بالهولندية: Jacob Meijer)‏ هو دراج هولندي، ولد في 20 أبريل 1905 في أمستردام في هولندا، وتوفي في 2 ديسمبر 1943 في هوخستراتن في بلجيكا.

## وصلات خارجية
- ياب ماير على موقع أرشيف الدراجات (الإنجليزية)
- ياب ماير على موقع أوليمبيديا (الإنجليزية)